# Rosa 'Nevada'
'Nevada' (el nombre de la obtención registrada 'Nevada'), es un cultivar de rosa arbusto Trepador que fue conseguido en España en 1927 por el rosalista catalán P. Dot. Es una de las rosas más conocidas del mundo.

## Descripción
'Nevada' es una rosa moderna de jardín cultivar del grupo Rosa moyesii Trepador.
El cultivar procede del cruce de 'La Giralda' (Híbrido de té, P. Dot, 1926) x (Híbrido de Rosa moyesii Hemsl. & E.H.Wilson).
Las formas arbustivas del cultivar tienen un gran porte trepador y alcanza de 215 a 395 cm de alto por 245 a 395 cm de ancho. Las hojas son de color verde claro y brillante.
Sus delicadas flores de color blanco con estambres de color amarillo dorado. Fragancia suave. El diámetro medio de 4 pulgadas. Grande, solo a semi-doble, transmitidas sobre todo solitario, florecen en ramo, en pequeños grupos, la forma de flor plana, abierta.
Prolífica, florece en oleadas a lo largo de la temporada. Grandes cogollos de fragancia moderada. La primavera o verano son las épocas de máxima floración, si se le hacen podas de las flores secas más tarde tiene después más floraciones.
Esta rosa es popular entre los jardineros, ya que es muy resistente y soporta la sombra. Es compatible con frío y resiste la enfermedad.

## Origen
El cultivar fue desarrollado en España por el prolífico rosalista catalán P. Dot en 1927.
'Nevada' es una rosa híbrida tetraploide con ascendentes parentales de 'La Giralda' (Híbrido de té, P. Dot, 1926) x (Híbrido de Rosa moyesii Hemsl. & E.H.Wilson).
La obtención fue registrada bajo el nombre cultivar de 'Nevada' por P. Dot en 1927 y se le dio el nombre comercial de 'Nevada'.

## Cultivo
Aunque las plantas están generalmente libres de enfermedades, es posible que sufran de punto negro en climas más húmedos o en situaciones donde la circulación de aire es limitada. También puede ser afectado por la herrumbre de la rosa y el mildiu polvoriento.
Las plantas deben ser cultivadas a pleno sol. En América del Norte son capaces de ser cultivadas en USDA Hardiness Zones 3b a más cálida. La resistencia y la popularidad de la variedad han visto generalizado su uso en cultivos en todo el mundo.
Puede ser utilizado para jardín, o paisaje. Muy vigoroso, produce ramas decorativas. Muy resistente a las enfermedades. Recomendado por "The Swedish Rose Society" para el norte de Suecia. Bajo la presidencia de John F. Kennedy, fue una de las elegidas para formar parte del renovado Jardín de rosas de la Casa Blanca.

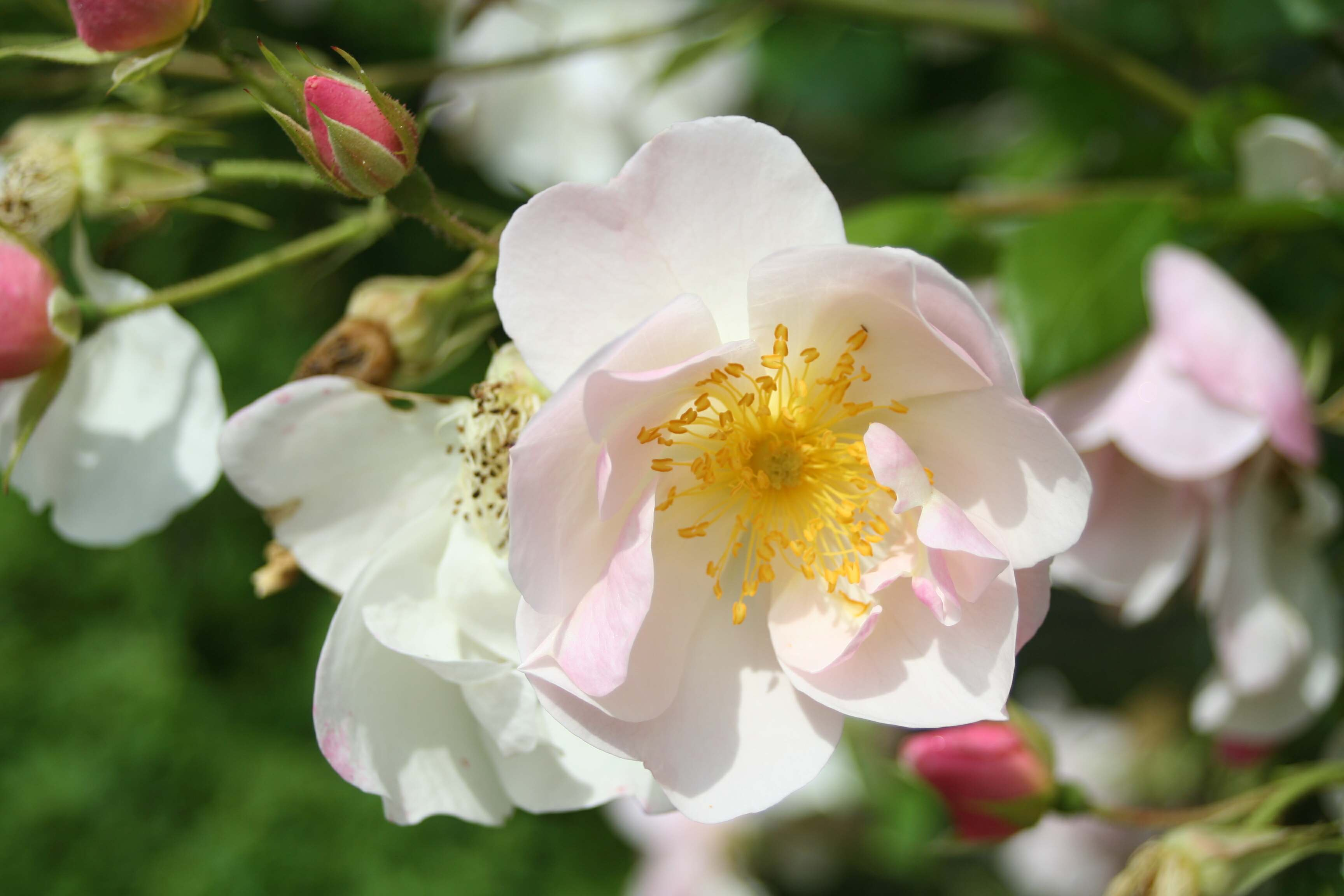
Rosa 'Nevada' (P. Dot, 1927).
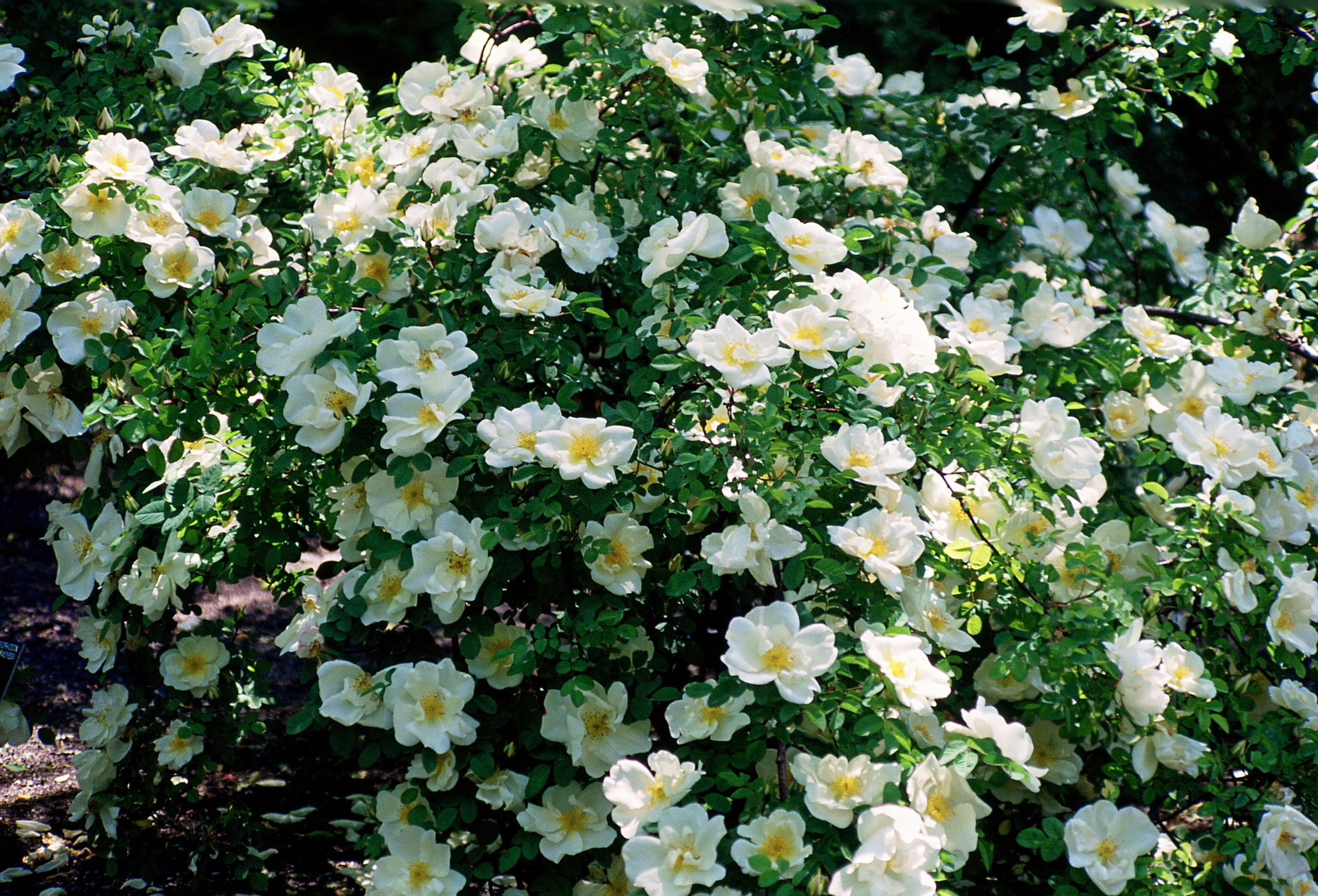
Rosa 'Nevada' (P. Dot, 1927), gr. Moyesii, sect. Cassiorhodon. Real Jardín Botánico de Madrid.
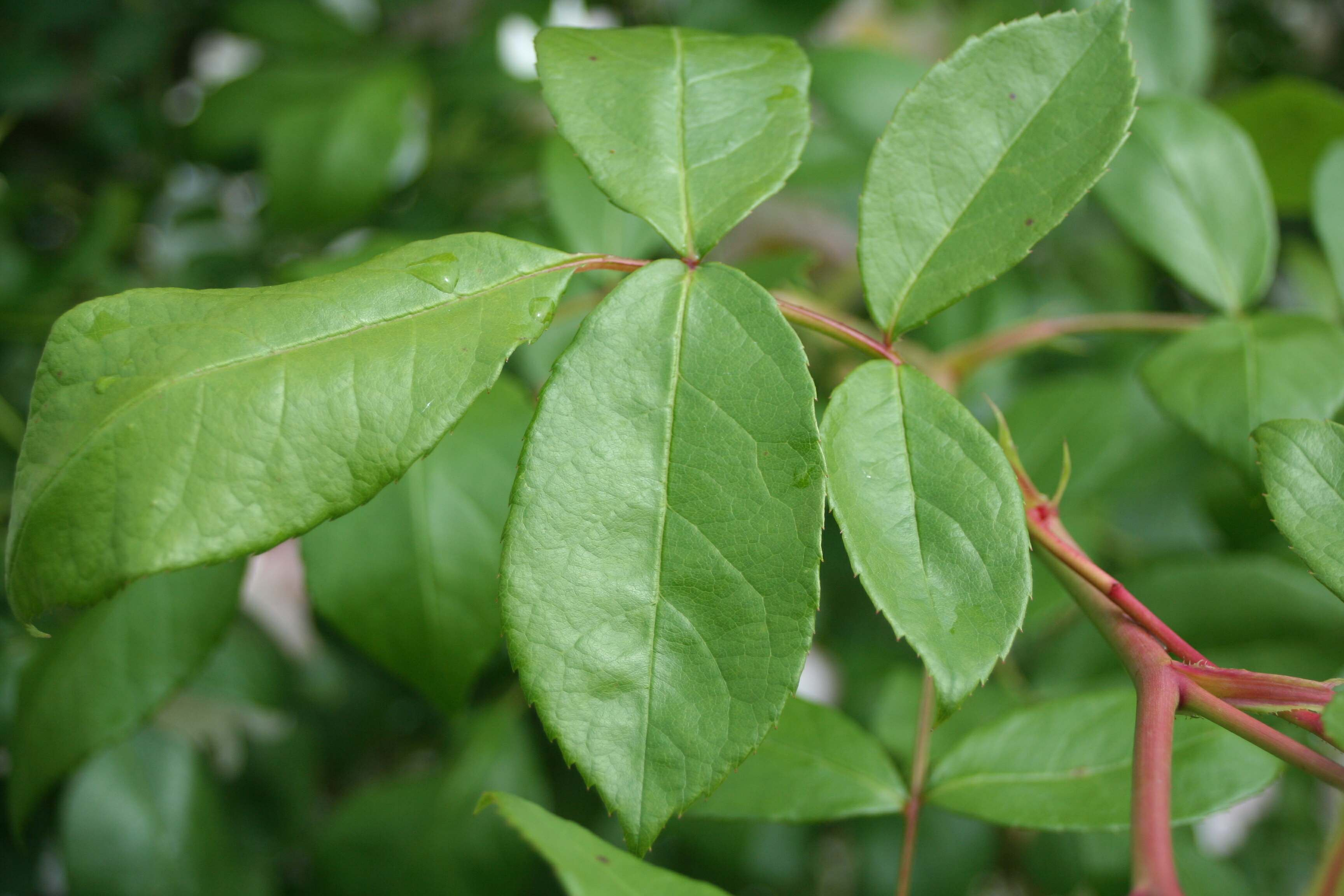
Rosa 'Nevada' (P. Dot, 1927), gr. Moyesii, sect. Cassiorhodon. Real Jardín Botánico de Madrid.
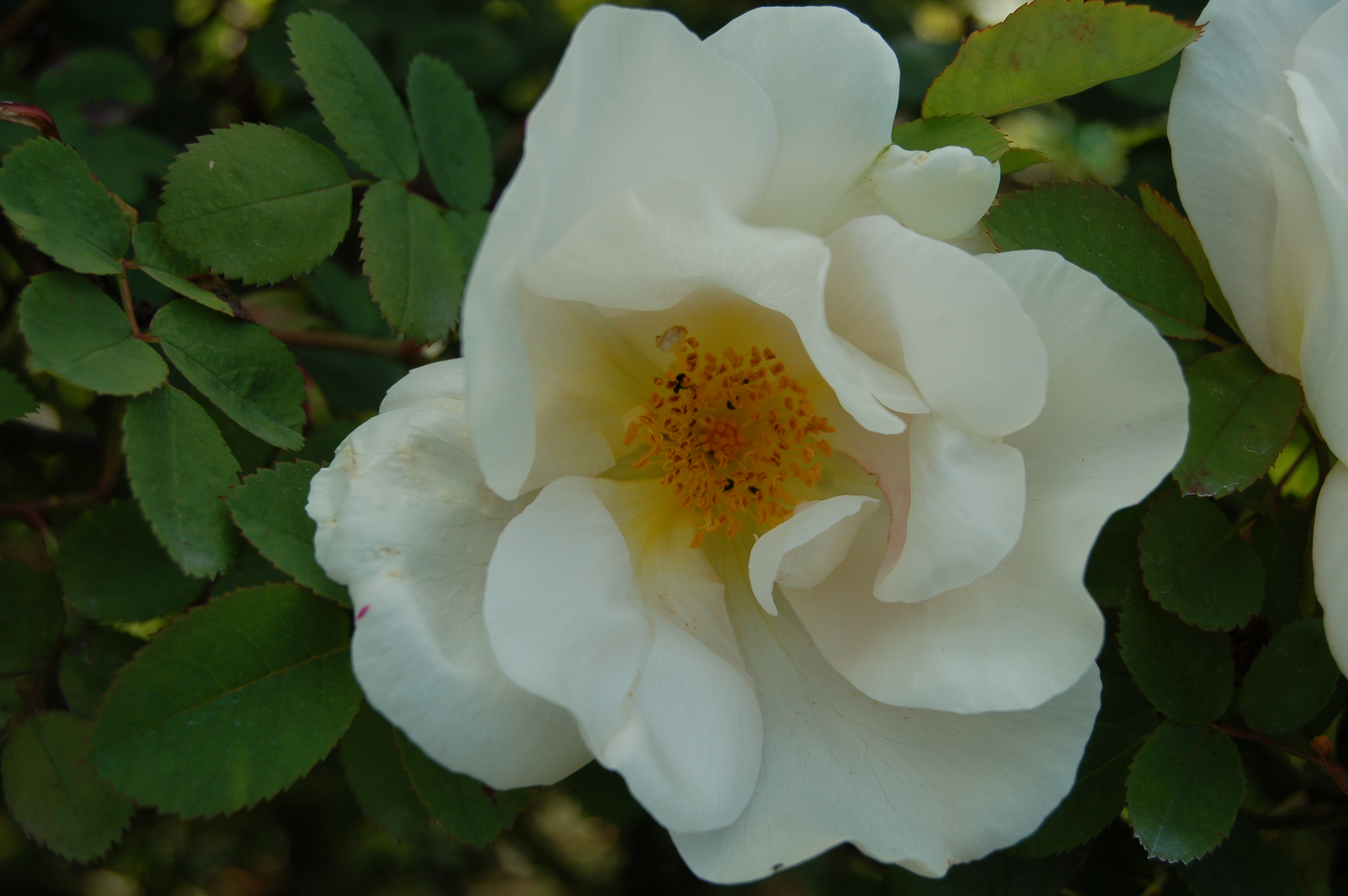
Rosa 'Nevada' (Pedro Dot, 1927). Rosarium Uetersen, Alemania.